# Centre Mediterrani d'Investigacions Marines i Ambientals
El Centre Mediterrani d'Investigacions Marines i Ambientals (CMIMA) és un centre de recerca del Consell Superior d'Investigacions Científiques (CSIC) que té com a tasca principal l'estudi pluridisciplinari de les mars i els oceans i del paper que representen en el context del planeta.
Inaugurat oficialment la tardor de l'any 2001, el Centre Mediterrani d'Investigacions Marines i Ambientals (CMIMA) és el Centre Oceanogràfic més gran d'Espanya i del Mediterrani. Es constituí a partir el nucli científic i estructural de l'Institut de Ciències del Mar, creat l'any 1951 amb el nom d'Institut d'Investigacions Pesqueres, que havia estat emplaçat a l'antic aquari de la Barceloneta, ja desaparegut, i la Unitat de Tecnologia Marina, de nova formació. Actualment està situat en un edifici de nova construcció al costat del Port Olímpic de Barcelona. El centre facilita a la comunitat científica un ampli ventall d'instal·lacions de recerca, com la seva biblioteca especialitzada, una zona d'aquaris experimentals o una estació receptora d'imatges de satèl·lit, així com el suport logístic i tecnològic a la recerca oceanogràfica i a la base antàrtica espanyola. El director del CMIMA, i també de l'Institut de Ciències del Mar (ICM), és el Dr. Josep Lluís Pelegrí Llopart.